# John Skipp
John Skipp és un autor splatterpunk de terror i fantasia i editor d'antologies, així com compositor, guionista, director de cinema i productor de cinema. Ha col·laborat amb Craig Spector en múltiples novel·les, i també ha col·laborat amb Marc Levinthal i Cody Goodfellow. Va treballar com a redactor en cap tant de Fungasm Press com de Ravenous Shadows.
Skipp també ha estat un col·laborador anterior a les notes de fons dels distribuïdors de pel·lícules de culte Grindhouse Releasing/Box Office al llançament nord-americà de Blu-ray / DVD d' An American Hippie in Israel.

## Biografia
La primera història curta publicada per Skipp va ser a The Twilight Zone Magazine el 1982, titulada "The Long Ride." Va coescriure amb Craig Spector la seva primera novel·la, The Light at the End, que va ser comprada per Bantam Books el 1984 i publicada el 1986. Va coescriure cinc novel·les de terror originals més amb Spector durant els propers sis anys, així com una novel·lització de la pel·lícula de culte de 1985 "Fright Night" (basada en rlguió de Tom Holland) que va aconseguir publicar-se abans de la seva novel·la ja venuda The Light at the End.
Skipp i Spector van publicar la seva moderna antologia de zombis post-Romero, Book of the Dead, el 1989 a través de Bantam. L'antologia presentava Stephen King (la primera impressió del seu conte "Home Delivery"), Joe R. Lansdale, Ramsey Campbell, Richard Laymon, David J. Schow, Robert R. McCammon i molts altres noms destacats del gènere de terror.
Skipp i Spector es van traslladar a Hollywood on van escriure el guió de Malson a Elm Street 5: El nen somiador. Va escriure el guió de The Long Last Call (que finalment novel·liria a mitjans dels anys 2000), i una novel·la: The Emerald Burrito of Oz (coescrita amb Marc Levinthal) publicada per Babbage Press el 2000, 
Sota l'editorial Friendly Firewalk Press, Skipp va autoeditar Conscience (una novel·la) i Stupography (una crítica cultural de no ficció). Cemetery Dance Publications va llançar "Mondo Zombie" el maig de 2006 i va guanyar el Premi Bram Stoker a la millor antologia (empatat amb Retro-Pulp Tales de Joe R. Lansdale). Va tornar al terror del mercat de masses amb la novel·la The Long Last Call i es va unir amb Cody Goodfellow per a un grup de novel·les (Jake's Wake, The Day Before, Spore) així com molts contes i guions. El desembre de 2008, Skipp va llançar la descàrrega de la novel·la electrònica i l'audiollibre, "Opposite Sex", sota el pseudònim "Gina McQueen", a través de l'editorial Ravenous Romance.
La seva carrera d'edició va començar amb algunes antologies mamuts per Black Dog i Leventhal (Zombies: Encounters with the Hungry Dead, Werewolves and Shape Shifters: Encounters with the Beasts Within, i Demons: Encounters with the Devil and His Minions, Fallen Angels, and the Possessed). Va editar #4 de The Magazine of Bizarro Fiction que el va portar a convertir-se en editor adquirent a Eraserhead Press i a formar la seva pròpia impremta, Fungasm Press. Els primers llibres de Fungasm Press van sortir l'octubre de 2011 (Haunt de Laura Lee Bahr i I Am Genghis Cum de Violet LeVoit).
El 2011, l'editor electrònic Literary Partners Group (propietari de Ravenous Romance) va anunciar que Skipp seria l'editor en cap de la seva nova publicació electrònica de terror/thriller anomenada Ravenous Shadows. Ell és l'encarregat de programar quatre títols de gènere al mes que començaran a finals de 2011. La innovació de Ravenous Shadows seran llibres més curts que es podran llegir en el temps que triga a veure un llargmetratge.
Skipp ha dirigit un curtmetratge titulat Stay at Home Dad  (escrit per Cody Goodfellow) que ha codirigit amb Andrew Kasch (Never Sleep Again: The Elm Street Legacy). També està treballant en la versió cinematogràfica del seu guió Rose com a musical de titelles 3-D.

## Obra escrita

### Novel·les
- Fright Night (1985, Tor Books). (amb Craig Spector, basat en un guió de Tom Holland)
- The Light at the End (1986, Bantam Books) (amb Craig Spector)
- The Cleanup (1987, Bantam Books) (amb Craig Spector)
- The Scream (1988, Bantam Books) (amb Craig Spector)
- Dead Lines (1989, Bantam Books) (amb Craig Spector)
- The Bridge (1991, Bantam Books) (amb Craig Spector)
- Animals (1992, Bantam Books) (amb Craig Spector)
- The Emerald Burrito of Oz (2000, Babbage Press / reeditada 2009, Eraserhead Press) (amb Marc Levinthal)
- Conscience, una novel·la (2004, Friendly Firewalk Press)
- The Long Last Call (2006, Cemetery Dance Publications; Limited edition hardcover / Leisure Books, 2007; paperback)
- Opposite Sex (escrit com a Gina McQueen) (Ravenous Romance, e-book i audiollibre només, 2008) (Ravenous Romance, paperback, 2009)
- Jake's Wake (2008, Dorchester Publishing) (amb Cody Goodfellow)
- The Day Before (2009, Bad Moon Books) (amb Cody Goodfellow)
- Spore (2010, Dorchester Publishing) (amb Cody Goodfellow)
- The Last Goddamn Hollywood Movie (2013, Fungasm Press) (amb Cody Goodfellow)[3][5]
- The Art of Horrible People (2015, Lazy Fascist Press)[6]

### Antologies
Com editor:
- Book of the Dead (amb Craig Spector) (1989, Bantam Books)
- Still Dead: Book of the Dead 2 (amb Craig Spector) (1992, Bantam Falcon Books)
- Mondo Zombie (2006, Cemetery Dance Publications) – inclou la narració curta de John Skipp "God Save The Queen" que va coescriure amb Marc Levinthal
- Zombies: Encounters with the Hungry Dead (2009, Black Dog i Leventhal Publishers)
- Werewolves and Shape Shifters: Encounters with the Beasts Within (2010, Black Dog i Leventhal Publishers)
- Demons: Encounters with the Devil and His Minions, Fallen Angels, and the Possessed (2011, Black Dog i Leventhal Publishers)
- Psychos: Serial Killers, Depraved Madmen, and the Criminally Insane (2012, Black Dog i Leventhal Publishers)
- The Magazine of Bizarro Fiction #4 – editor convidat

### No ficció
- Stupography (2004)

### Guions publicats
- Sick Chick Flicks (2012, Cemetery Dance Publications) – conté tres guions: Afterparty, The Legend of Honey Love, i Rose

## Pel·lícules
- Death Collector (1988) – actor, "Splatterpunk #1"
- Malson a Elm Street 5: El nen somiador (1989) – guió
- Class of 1999 (1990) – cordvtiyot (no acreditar)
- Nightbreed (1990) – actor, "Hotel Room Corpse" (no acreditar)
- "Sorry" i "You Lie" – dos vídeos musicals promocionals dirigits per Skipp per a la banda Mumbo's Brain (també n'és el cantant i compositor))
- The Storytellers (1999) – va escriure i interpretar la cançó dels crèdits finals "Let Them All Know" (interpretada amb una banda de mariachi)
- Misty Beethoven: the Musical (2004) – va escriure guió i cançons, com a Maxwell Hart
- "The Disappearing Heart" (2005) – vídeo musical de la banda ALSO que va ser conceptualitzat i dirigit per John Skipp
- Animals (2008) – basat en la seva novel·la de 1992
- Stay at Home Dad (2012) – Codirigida per Skipp i Andrew Kasch, escrita per Cody Goodfellow[7]
- Rose
- Jake's Wake
- Tales of Halloween (2015) – escriptor i director (amb Andrew Kasch) del curt, "This Means War"